# Flughafen Robert L. Bradshaw International

i8
i11
i13
Der Flughafen Robert L. Bradshaw International (englisch Robert L. Bradshaw International Airport, früherer Name: Golden Rock Airport, IATA-Code: SKB, ICAO-Code: TKPK) ist der größere der beiden internationalen Flughäfen im Staat St. Kitts und Nevis. Er liegt im südlichen Teil der Insel St. Kitts unmittelbar nordöstlich der Hauptstadt Basseterre. Der Flughafen ist nach Robert Bradshaw benannt, dem ersten Premier des Inselstaates nach Erreichen der Autonomie.

## Allgemeines
Der Flughafen befindet sich nordöstlich der Landeshauptstadt Basseterre auf dem Gebiet der Gemeinden (parishes) Saint George Basseterre und Saint Peter Basseterre. Er wird seit 1993 von der St. Christopher Air and Sea Ports Authority (SCASPA) betrieben.
Anlässlich des ersten „National Heroes Day“ am 16. September 1998 wurde der vorher als „Golden Rock Airport“ bezeichnete Flughafen nach Robert Bradshaw, dem ersten Premier des Landes, umbenannt.
Von 2004 bis 2006 wurden größere Umbauarbeiten durchgeführt. Dabei wurde das Flughafenvorfeld nach Südwesten um Stellplätze für sechs Großraumflugzeuge erweitert und eine dritte  Rollbahn angelegt.

## Flughafenanlagen
Die einzige Start- und Landebahn des Flughafens verläuft in Nordost-Südwest-Richtung, ist asphaltiert und hat eine Länge von 2322 Metern. Sie ist für beide Richtungen mit Endbefeuerung, Pistenrandbefeuerung und Präzisions-Anflug-Gleitwinkelbefeuerung (PAPI) ausgerüstet; Anflugbefeuerung gibt es jedoch nur in West-Ost-Richtung (Bahn 07).
Südlich der Start- und Landebahn und mit dieser durch drei Rollbahnen verbunden liegt das Flughafenvorfeld. Daran schließt sich im Südosten der Hauptterminal des Flughafens an. Ein weiterer luxuriöser Terminal für Geschäftsreiseflugzeuge entstand 2013 südwestlich des neuen Vorfelds.

## Fluggesellschaften und Ziele
Mehrere nordamerikanische Fluggesellschaften fliegen den Flughafen von Städten im Osten der Vereinigten Staaten und Kanadas aus an. Regionale Fluggesellschaften verbinden St. Kitts mit zahlreichen anderen karibischen Inseln.